# Турлатово (деревня)
Турлатово — деревня в Рязанском районе Рязанской области России. Является административным центром Турлатовского сельского поселения.

## Географическое положение
Деревня Турлатово расположена на автомагистрали М5 "Урал" и граничит с юго-восточной окраиной Рязани.

## История
Деревня впервые упоминается в XVI веке под названием Туратулово.
В 1905 году деревня относилась к Ямской волости  Рязанского уезда и имела 69 дворов при численности населения 555 чел.

## Население
| 1859 | 1906 | 2010  |
| ---- | ---- | ----- |
| 255  | ↗555 | ↗2105 |

## Транспорт и связь
К востоку от деревни находится аэропорт Турлатово.
В деревне расположена платформа Турлатово Московской железной дороги.
Деревня имеет регулярное автобусное сообщение с областным центром.
В деревне Турлатово имеется одноименное сельское отделение почтовой связи (индекс 390511).